# セーラーゾンビ
『セーラーゾンビ』は、2014年4月19日から7月19日まで、一部のテレビ東京系列で毎週土曜 0:52 - 1:23（金曜日深夜、JST）に全12話が放送された、日本のテレビドラマである。出演当時AKB48のメンバーであった大和田南那、川栄李奈、高橋朱里の3人による主演作。
ドラマ以外のメディアミックスも展開され、コミカライズ版が『月刊ヒーローズ』（ヒーローズ）で2014年5月号から2016年2月号まで連載された他、2014年4月にはバンダイナムコゲームスよりアーケード用ガンシューティングゲームが稼働された。
本項目では、日時表記を前掲の通り日本標準時で記載している都合上、文中にて提示された出典内容や公式HPで表示されている内容とは異なる場合がある。

## 概要
ゾンビだらけの世界で生きていく女子高生たちを描いた「青春ポップホラー」ドラマ。企画・脚本・総合演出は犬童一心。監督・共同脚本は渡部亮平で、犬童・渡部はAKB48「恋するフォーチュンクッキー」DVD特典映像『SF少女ドラマシリーズ「ADS77」』に続くコンビ作。他の監督に今泉力哉、古川豪。
もともとフィールズと秋元康の間でAKB48主演のゾンビものをやる企画があり、ベースのストーリーやキャラクターが決まっていなかったためその制作を犬童に依頼。犬童はスケジュール的に現場で演出することが難しかったため、作品の制作に渡部を誘い2人でキャラクターとストーリーを作っていった。基本の話は犬童が考え、渡部がまた書いてそれを直していくという手順で作業が進められた。大和田、川栄、高橋の3人はそれぞれオーディションで選ばれた。
犬童によると、死に囲まれて若い女の子たちが生きているということをやる時に何をしたら面白いかを考えた結果、学園ものと絡めることになった。若い人たちが今そんなにいい状況に置かれていないという思いがあり、これから先の日本は上がやり逃げするので若い人たちがこれからやらないといけないときに問題が山積みに残されている。本作品はその感じが出ないかなと思って作っている。また、作り手が自由に楽しんで作っている感じが今のテレビドラマにないと感じており、自分は部外者なので楽しんで自由にテレビを作る姿勢でやっていこう。話はルールにこだわらずに、面白く女の子たちを見せていくということを忘れないようにしようと思った、と述べている。

## あらすじ
ゾンビ化により世界が崩壊してから2か月。藤美女子高校ではゾンビ世界に順応し逞しく生き残った生徒、教師、近所の人らが共に暮らしていた。そこにある日、一人の女子高生・舞子が保護される。

### 作中におけるゾンビ
- 「ムンムンラル」という特定の音楽を聴くと、それまでの行動をやめて踊り出す。
- 生前の趣味思考や生活パターンを反映する。
- ゾンビに噛まれた人間は、いったん瞳の赤い不完全なゾンビ状態になり、そこから24時間経過すると瞳が白く濁った完全なゾンビになる。しかし、ゾンビ化はウイルスの感染によるものであるため、不完全なゾンビ状態中に抗ウイルス剤を投与されれば人間へ戻れる。

## キャスト

### 主要人物
乾 舞子（いぬい まいこ）
演 - 大和田南那（AKB48）
ゾンビに襲われているところを睦美に助けられ、東高校から藤美女子高校に転校する。
夢はアイドル。元・弓道部の副主将。ゾンビを倒すときは、鉄パイプや金属バットを使う。
秋月 百花（あきづき ももか）
演 - 川栄李奈（AKB48）
読者モデルで、気位が高く自己中心的な性格。趣味はPSP。
小山田 睦美（おやまだ むつみ）
演 - 高橋朱里（AKB48）
ゾンビに対してはやや好戦的で、仲間に頼まれると「汗かきたくないんだけど」と面倒臭がる素振りを見せながらも、果敢に立ち向かっていく。
趣味はベース・作曲。ゾンビを倒すときは、シャベルを使うほか素手で殴り倒すこともある。

### 藤美女子高校

#### 生徒
アリナ
演 - 小池里奈
占いやスマートフォンでの写真撮影が趣味。
巨大ゾンビ（後述）が藤美女子高校に迫ってきた際には、まじないの儀式で追い払おうとする。
中嶋
演 - 相葉香凛
生徒会長。藤美に来たばかりの舞子を世話する。
マオ
演 - 前田聖来
イオリを過保護に溺愛し、常に行動を共にしている。
無口なイオリの意思を舞子たちに伝える通訳的な役割を果たす。ゾンビを倒すときはナイフを使う。
イオリ
演 - 飯田祐真
学校内の自家発電装置を開発したり、目測で巨大ゾンビ（後述）の身長と藤美女子高校までの到達時間を瞬時に割り出すなど天才的な頭脳の持ち主。
口数が極めて少なく、常に笑顔である。ゾンビを倒すときは包丁が先端についた自作の槍を使う。
田淵
演 - 風見梨佳
睦美や中嶋の後輩。
何かと先輩を褒めちぎり、役に立とうとする。小太りで食いしん坊。ヒマさえあれば美顔ローラーを使って小顔を目指している。ゾンビを倒すときは角材や手斧を使う。
玲子
演 - 藤原令子
百花の取り巻き。
洋子
演 - 中村綾乃
百花の取り巻き。
加藤
演 - 柚りし菓
佐々木
演 - 高田夏帆
大森
演 - 星野綾那
東
演 - 渡辺有美

#### 教職員
寺川 小雪
演 - 石橋けい
音楽教師。
鍋島 大助
演 - 永岡卓也
ゾンビに襲われたショックでパニック状態に陥り、命を守るために校舎外へ飛び出さないように隔離されている。
教頭
演 - 相島一之
藤美では数少ない男手。

#### 避難家族
藤美女子高校の近所に住んでいたが、世界のゾンビ化に伴い校内に避難し教室で暮らしている親子。
亀岡 剛
演 - 黒田大輔
亀岡兄弟の父。離婚歴アリ。若いころに野球をやっていた。
亀岡 元気
演 - 市川大樹
長男。兄弟揃ってスカートめくりが趣味。
亀岡 勇気
演 - 若林瑠海
次男。基本的に兄・元気と行動を共にし、元気の後に続いて元気と同じセリフを言う。

### ミルクプラネット
舞子が憧れるアイドルユニット。通称ミルプラ。
舞子の妄想世界で彼女の考えや行動に助言や突っ込みを入れたり、OPでは番組のナビゲーターも務める。
3人でドラマに出演するほか、ドラマ限定のユニットとして主題歌「セーラーゾンビ」も担当。楽曲はAKB48のシングル「心のプラカード」にカップリング曲として収録されている。
マユ
演 - 渡辺麻友（AKB48）
ユイ
演 - 横山由依（AKB48）
カレン
演 - 岩田華怜（AKB48）

### 藤美病院
ゾンビウイルスに感染後、24時間以内の赤目状態であれば人間に戻れる抗ウイルス剤を所有する病院。
ミドリ
演 - 秋月三佳
第5話から登場。19歳の看護実習生。病院から逃げずに残された患者の世話をしている。
患者を置いて逃げ出した医師や先輩看護士に憤りを感じ、世の中がゾンビだらけになったのも、大人の「裏切り病」が原因だと思っている。
アオイ
演 - 岡村いずみ
第5話に登場。看護実習生。ミドリとともに残された患者の世話をしている。睦美たちに抗ウイルス剤を渡す。

### その他
DJマーロン
演 - ブラザートム
放送室から流れるラジオ番組「パラダイスレディオ」のDJを務める謎の人物。「ニューワールド」の支配者。
アイカ
演 - 吉田亜子
第4話から登場。自衛隊員。キャンピングカーで当てもなく移動を続けている。
銃器の扱いや野外での自炊など、サバイバル技術を持つ。

### ゲスト
巨大ゾンビ
演 - 向井地美音（AKB48）（第2話）
体長45m。「システィーヌ」という高級ブランド品を身に付けている。
北見 恵里〈5〉
演 - 竹中涼乃（第3話）
迷子の3姉妹ゾンビの長女。
北見 真帆〈4〉
演 - 渡辺杏実（第3話）
迷子の3姉妹ゾンビの次女。
北見 美緒〈3〉
演 - 實方由茉（第3話）
迷子の3姉妹ゾンビの三女。
北見 賢吾
演 - 岩田和浩（第3話）
3姉妹ゾンビの父親。ゾンビ。
北見 沙百合
演 - 中村まゆみ（第3話）
3姉妹ゾンビの母親。ゾンビ。
タクミ
演 - 中山龍也（第4・9話）
舞子の想い人。
ゾンビのメイクを施し、ゾンビの演技をすることでゾンビに紛れて生き延びている。舞子と再会した際には、喫茶店内でゾンビ化した佐藤・住田と一緒にいた。舞子にゾンビの演技を指導する。
第9話では舞子の回想のみ。
佐藤
演 - 和田崇太郎（第4話）
タクミの友達。ゾンビ。
住田
演 - 柴田龍一郎（第4話）
タクミの友達。ゾンビ。
チエミ
演 - 良田麻美（第7話）
教頭の妻。ゾンビ。
娘ゾンビ
演 - 西野未姫（AKB48）（第7話）
教頭の娘。
裕二
演 - 吉永秀平（第9話）
マオの父でゾンビ。
ゾンビになってからも生前に乗っていたバイクの手入れをしたり、使い方を覚えた携帯電話をいじっている。
舞子の友達
演 - 大島涼花（AKB48）、福岡聖菜（AKB48）（第9話）
舞子の回想に登場。
太一
演 - 堀井新太（第10話）
舞子の夢に現れたゾンビ狩りをする青年。現実ではゾンビ。

#### ゲスト（役名なし）
伊豆田莉奈（AKB48）（第1話）
藤美女子高校の校内に貼られていたポスター写真。
螢雪次朗（第8話）
森の中にある一軒家に住む老人。足が悪く、車椅子に乗っている。

## スタッフ
- 企画・総合演出 - 犬童一心
- 監修 - 秋元康
- 原案 - フィールズ
- 脚本 - 渡部亮平、犬童一心
- 音楽 - ゲイリー芦屋
- 監督 - 渡部亮平、今泉力哉、古川豪
- 主題歌 - ミルクプラネット「セーラーゾンビ」[13][14]
- 劇中歌 - 大和田南那、川栄李奈、高橋朱里「最初の愛の物語」
- 助監督 - 古川豪、山口義高、大塚玲未、長尾元
- 撮影 - 高橋義仁、岩永洋、小宮由紀夫
- 照明 - 佐藤宗史
- 録音 - 根本飛鳥、高橋修平
- 編集 - 山田佑介
- VFX・特殊造形 - 岡野正広
- 美術 - 金勝浩一
- 装飾 - 根本良二、松本吉正
- 持道具 - 小野善子
- 衣装デザイン - 岡田敦之
- 衣装 - 笠本ゑり子
- ヘアメイク - 今野亜季
- 特殊メイク - 梅沢壮一、加藤正人
- 記録 - 古谷まどか
- 選曲 - 御園雅也
- 音響効果 - 大塚智子
- ライン編集 - 田巻源太
- イラスト - ホンダシンイチ
- アニメーション - 荒船泰廣
- スタント - 出口正義
- 操演 - 鳴海聡、辻川明宏
- ガンエフェクト - 浅生マサヒロ
- ダンス振付 - 西田一生、笹部佳那
- 看護指導 - 依田茂樹
- 音楽制作 - マニュアル・オブ・エラーズ・アーティスツ
- 音楽協力 - テレビ東京ミュージック、日音
- 制作担当 - 斎藤健志
- 番組宣伝 - 陰山ひとみ、吉永裕子、小池実穂
- WEB - 濱野洋平、中島康雅
- スチール - 平野晋子、吉岡希鼓斗、ジョンズ・ミチオ
- MVプロデューサー - 大美賀利征、三池智之
- MV監督 - 中村太洸
- プロデューサー - 祖父江里奈、西口典子
- アソシエイトプロデューサー - 江川智
- コンテンツプロデューサー - 大和健太郎、朴スルギ
- プロデューサー補 - 北田希利子、中里友樹
- 特別協力 - Y&N Brothers
- 制作 - テレビ東京、C&Iエンタテインメント
- 制作著作 - 「セーラーゾンビ」製作委員会

## 放送日程
| 放送回                                                    | 放送日  | サブタイトル | ラテ欄                 | 監督            |
| --------------------------------------------------------- | ------- | ------------ | ---------------------- | --------------- |
| 第1話                                                     | 4月19日 | 転校生       | 女子高生がサバイバル   | 渡部亮平        |
| 第2話                                                     | 4月26日 | 仰天         | 巨大ゾンビどう倒す?    | 渡部亮平        |
| 第3話                                                     | 5月03日 | 母性         | 迷子の三姉妹ゾンビ!?   | 渡部亮平        |
| 第4話                                                     | 5月10日 | 恋心         | ゾンビと初キス?        | 今泉力哉        |
| 第5話                                                     | 5月17日 | 蘇生         | 撃て! ゾンビワクチン   | 今泉力哉        |
| 第6話                                                     | 5月24日 | 糾弾         | 百花糾弾! ゾンビ裁判   | 今泉力哉        |
| 第7話                                                     | 6月07日 | 真実         | 明かされるゾンビの正体 | 古川豪          |
| 第8話                                                     | 6月14日 | 永訣         | 銃声と涙⋯突然の別れ    | 今泉力哉        |
| 第9話                                                     | 6月21日 | 追憶         | 父がゾンビに⋯娘の選択  | 古川豪          |
| 第10話                                                    | 6月28日 | 無慈悲       | 出演者全員ゾンビ化     | 古川豪          |
| 第11話                                                    | 7月12日 | 青春時代     | 海辺の告白⋯砂の下に!?  | 古川豪          |
| 最終話                                                    | 7月19日 | 新世界       | ゾンビのアイドルに!    | 渡部亮平 古川豪 |
| 平均視聴率 1.3%（視聴率は関東地区・ビデオリサーチ社調べ） |         |              |                        |                 |

- 第7話は当初5月31日に放送予定だったが、5月25日に発生したAKB48握手会傷害事件を受け放送延期となった。
- 7月4日は『2014 FIFAワールドカップ 準々決勝』放送のため休止。

## ネット局
| 放送対象地域 | 放送局             | 系列           | 放送期間                       | 放送日時                     | 備考       |
| ------------ | ------------------ | -------------- | ------------------------------ | ---------------------------- | ---------- |
| 関東広域圏   | テレビ東京         | テレビ東京系列 | 2014年4月19日 - 7月19日        | 土曜 0:52 - 1:23（金曜深夜） | 制作局     |
| 北海道       | テレビ北海道       | テレビ東京系列 | 2014年4月19日 - 7月19日        | 土曜 0:52 - 1:23（金曜深夜） | 同時ネット |
| 大阪府       | テレビ大阪         | テレビ東京系列 | 2014年4月19日 - 7月19日        | 土曜 0:52 - 1:23（金曜深夜） | 同時ネット |
| 福岡県       | TVQ九州放送        | テレビ東京系列 | 2014年4月19日 - 7月19日        | 土曜 0:52 - 1:23（金曜深夜） | 同時ネット |
| 奈良県       | 奈良テレビ         | 独立局         | 2014年4月29日 - 7月29日        | 火曜 1:00 - 1:30（月曜深夜） | 10日遅れ   |
| 和歌山県     | テレビ和歌山       | 独立局         | 2014年5月9日 - 8月1日          | 金曜 0:35 - 1:05（木曜深夜） | 20日遅れ   |
| 岐阜県       | 岐阜放送           | 独立局         | 2014年10月8日 - 12月24日       | 水曜 1:00 - 1:30（火曜深夜） | 172日遅れ  |
| 岩手県       | 岩手めんこいテレビ | フジテレビ系列 | 2014年10月29日 - 2015年1月28日 | 水曜 0:40 - 1:10（火曜深夜） | 193日遅れ  |
| 熊本県       | テレビくまもと     | フジテレビ系列 | 2015年5月5日 - 7月21日         | 火曜 2:20 - 2:50（月曜深夜） | 1年強遅れ  |

## コミカライズ版
企画監修・犬童一心、作画・ジジ&ピンチで、月刊ヒーローズにて2014年5月号から2016年2月号まで連載された。同作品におけるストーリー展開や、一部の登場人物は本作品と異なる。単行本は全4巻。2024年には新装版が発売されたほか、アニメ化計画の始動が告知された。

## アーケードゲーム
タイトルは『セーラーゾンビ〜AKB48 アーケード・エディション〜』で、2014年4月23日稼働開始。発売はバンダイナムコゲームス（後のバンダイナムコアミューズメント）、開発はネクスエンタテインメントが手掛けている。
システム基板はPlayStation 3ベースのSYSTEM369を採用。
特別公演中の事故によりゴーストタウンとなった町を舞台に、ゾンビと化したAKB48メンバーを救う。
小嶋真子、入山杏奈、柏木由紀、大島優子、渡辺麻友、川栄李奈、西野未姫の中から推しメンをパートナーとして選択、選ばなかったメンバーはゾンビとしてゲーム中に登場する。また、ゲーム終了時の成績が通算ポイントランキングとして選んだメンバーに加算される。
部品調達難に伴い、2019年9月に修理サポートを終了することが発表された。